# メインスタジアム
『メインスタジアム』(Main Stadium)は、コナミが1989年にアーケード向けに発売したメジャーリーグを題材とした野球ゲーム。

## 概要
それまで国内でリリースされた野球ゲームと言えば、ナムコの「プロ野球ファミリースタジアム」を筆頭とする日本のプロ野球を題材とした、ある意味国内のプロ野球人気に依存した保守的な製品が殆どであった（1985年にセガから「メジャーリーグ」のタイトルのアーケードゲームがリリースされているが、中身は日本のプロ野球をベースとした物であった）。そんな中で本場メジャーの迫力をコンセプトに、ダイナミックなパワープレイとライブ映像さながらのビジュアルシーンに徹底的にこだわり開発されたのが、コナミのメインスタジアム（通称「メイスタ」）である。

## 解説

### ゲーム内容
プレイヤーは、ロサンゼルス、シカゴ、ヒューストン、ニューヨーク、ボストン、アトランタの6球団から1チームを選んでゲームをスタートさせる。標準設定の場合、1クレジットで3イニングがプレイ可能である（2人対戦プレイの場合は2クレジット必要）。また時間制限が設けられており、1人プレイの場合は8分、2人プレイの場合は12分が経つと強制タイムアップとなる。いずれの場合もクレジットの追加で延長（コンティニュー）が可能である。9イニング終了時に同点の場合は延長戦に突入する（最長18回まで。18回でも勝負が付かない場合は「Extended Match」となり1回表からの再試合となる）。DH制は採用されていないのでピッチャーも打席に入る。1人プレイの場合、プレイヤーは必ずビジター（先攻）になる。2人対戦プレイの場合は1P側がビジター（先攻）、2P側がホーム（後攻）になる。1人プレイで始めた場合の途中参加は出来ない。
各チームはスタメン9名（先発投手含む）、代打4名、控え投手3名の選手16名で構成される。スタメンの変更及び先発投手の指定は出来ない。

### 画面説明
ゲームは、主にピッチャーとバッターの対戦をクローズアップ表示する「対戦モード」と、球場全体を表示する「球場全体モード」で進行される。
「対戦モード」はバッターが打席に入っている場合に表示され、プレイヤーが攻撃側の場合はバッタースボックス、守備側の場合はピッチャーズマウンドからの視点で表示される。2人対戦プレイの場合は画面が横に2分割されて、バッター視点とピッチャー視点の両方が表示される。合わせてボールカウントやバッターの成績等も表示される。なおボールカウントはSBO表示である。
「球場全体モード」は、バッターがヒッティングを行った場合、またはピッチャーがけん制を行った場合に表示され、ボールの位置により一塁側から見た球場全体か、三塁側から見た球場全体で表示される。またヒッティングの場合は打球の位置に合わせて球場全体も拡大・縮小表示される。これとは別に、画面上部にズームアップウィンドウが表示され、ここに野手がボールを処理する様子や、塁上でのクロスプレイ、はたまた一発が出た時には観客のウェーブや、ここぞの場面ではベンチの監督が表示されるなど、本場メジャーの臨場感を引き立てるのに一役買っている。また球場のデザインも、各チームのホームグラウンドによって異なるこだわりようであるが、必ずしも実在する球団の球場とは一致しない（「リグレー・フィールドに似た球場」など、それぞれに雰囲気を醸し出すデザインではある）。
この他に、バッターがホームランを打った際には、ホームランシーンをズームアップでコマ送りにしたプレイバック映像が挿入される。

### 操作方法
ゲームは8方向1レバーと3ボタンで操作する。
プレイヤーが攻撃側の場合は、レバーの左右でバッターの位置、上下でスイングの高さを決めて、Aボタンでバットをスイングする。またBボタンでバント、レバー+Cボタンで盗塁、Cボタンで代打の選択が行える。なお控え投手を全て使い切っている場合、ピッチャーの打席で代打を送ることは出来ない。ヒッティングを行った後はレバーで塁を指定して、Bボタンで走者を進めて、Aボタンで走者を戻すことが出来る。この際ボタンを連打するとランナーを速く進めることが出来る。
プレイヤーが守備側の場合は、Bボタン+レバーでキャッチャーの構えるミットの位置（投球コース）を決めて、レバーの上下でボールのスピードを指定してAボタンで投球をする。投球を行った後もレバー操作である程度コースのコントロールが出来る。またレバー+Cボタンでけん制が、Cボタンで控え投手（リリーフ）の選択が行える。バッターがボールを打つと画面が球場全体モードに切り替わり、操作できる野手がカーソル枠で示されるので、レバーで野手を動かしてボールを捕球する。この際Bボタンの連打でダッシュ、Cボタンでダイビングキャッチが行える。ボールを捕球したらレバー+Aボタンで各塁に送球が出来る。なお設定により守備をオートにすることもでき、この場合は野手の操作は全て自動になるので見ているだけになる（捕球だけでなく送球も自動になるので、プレイヤーが任意の塁を指定して送球することも出来なくなる。その為、野手が捕球してからボールを投げるまでに間があったり、明らかに間に合わないバックホームをして他の塁のランナーもセーフにさせてしまうなどフィルダースチョイスと思えるプレイも多々見られる）。また時々野手がエラーを起こすが、これは完全なランダムで防ぐ方法はない。

## 海外版
海外版はBottom of the Ninthのタイトルで、同じくコナミよりリリースされている。国内版との主な違いは、以下の通りである。
- ゲームが1クレジット当たりのイニング数ではなく完全時間制である。標準設定で1クレジット1分30秒。クレジットを追加すると、その分だけプレイ時間が加算される。2人対戦の場合は時間が半分になる。
- 2ボタン仕様のため、Cボタンを使用する盗塁、けん制、ダイビングキャッチ、代打、リリーフが出来ない。
- ボールカウントはBSO表示。

## 関連作品
同タイトルの移植作は発売されていないが、ゲームシステムを流用してメジャーを日本プロ野球に置き換えたX68000用の「生中継68」が1991年に発売れている。

## トリビア
野球のルール上、出来ないことを行おうとすると画面に警告メッセージが関西弁で表示される。
- 投手を交代させた後で、一人の打者とも対戦させずに再度投手を交代させようとした場合。

「スンマヘンケド ヒトリノ BATTER ニハ ナゲテクダサイナ」
- 控え投手がいない状態で、ピッチャーの打席で代打を送ろうとした場合。

「スンマヘンケド モウ RELIEF PITCHER ガ イテマヘン」
日本人（あるいは日系人）と思われる選手が二名登録されている。
- イトー(Ito) - ニューヨーク・外野手
- ハタナカサン(Hatanaka) - アトランタ・投手

タイトル画面に使われている球場は、2008年まで使用されていた旧ヤンキー・スタジアムである。